# John Carpenter (concursante de TV)
John Carpenter (24 de diciembre de 1967) fue el primer millonario en la versión estadounidense del concurso de televisión Who Wants to Be a Millionaire, y el primer ganador del premio mayor en todas las versiones internacionales de la serie ¿Quién quiere ser millonario?. Ganó un millón de dólares el 20 de noviembre de 1999, obteniendo el récord del mayor premio individual en la historia de los Estados Unidos, hasta que fue roto por el concursante de Twenty One Rahim Oberholtzer. Es alumno de la Universidad de Rutgers (de la promoción de 1990) y con máster en economía.

## Who Wants to Be a Millionaire
John Carpenter era un agente de cobranza para el Internal Revenue Service de Hamden, Connecticut al tiempo de su aparición. Cuando él dijo su profesión fue el primer concursante en ser abucheado en el show (sin embargo, fue en una actitud juguetona).
La pregunta del millón de dólares era: "¿Cuál de los siguientes presidentes de los Estados Unidos apareció en las series de televisión Laugh-In?". Las alternativas, en orden, eran Lyndon Johnson, Richard Nixon, Jimmy Carter y Gerald Ford. La respuesta correcta era Richard Nixon.
Mientras ninguno de los otros concursantes había contestado todas sus respuestas correctas aun con el uso de sus tres comodines, Carpenter procedió a contestar todas sus respuestas correctamente usando únicamente el comodín de "llamada telefónica" en la pregunta final para informar a su padre que él iba a ganar el millón. Lo siguiente es una traducción de un extracto de la conversación que Carpenter tuvo con su padre y la respuesta del animador Regis Philbin:
John: Hola, papá.
Papá de John: Hola
John: Mm... Realmente no necesito tu ayuda. Sólo quería hacerte saber que me voy a ganar el millón de dólares...
(risas y aplausos del público)
John: [con 5 segundos de la llamada telefónica] ... porque el presidente de los Estados Unidos que apareció en Laugh-In es Richard Nixon, esa es mi respuesta definitiva.
Philbin: Dios mío. Qué puedo decir excepto: Debbie [esposa de Carpenter] vas a ir a París, y esta es la respuesta definitiva escuchada alrededor del mundo, ¡has ganado un millón de dólares! Debbie, ven acá.
Philbin: No puedo creer esto. Un millón de dólares y todos tus comodines intactos. No necesitaste esos comodines, ¿o sí?

## Otras apariciones en televisión
Carpenter tomó parte en la "Semana de Campeones", donde ganó $250.000 para él y su organización benéfica.
En el 2004, participó en Who Wants to Be a Super Millionaire, como uno de los "hombres sabios".
También hizo una aparición en un sketch de Saturday Night Live donde se parodió a sí mismo. Regis Philbin, interpretado por Darrell Hammond, llamó a Carpenter para contarle que se había vuelto más bien arrogante, refiriéndose a la llamada que Carpenter había hecho a su padre durante el programa.